# Akbara
Akbara též Achbara (hebrejsky: עכברה, arabsky: عكبرة) byla vesnice v Izraeli, v  Severním distriktu začleněná roku 1982 do města Safed.
Nachází se v nadmořské výšce cca 400 metrů v Horní Galileji, cca 120 kilometrů severovýchodně od centra Tel Avivu a cca 50 kilometrů severovýchodně od Haify, na jihovýchodním okraji města Safed. Východně od obce se terén svažuje do vádí Nachal Achbara a za ním zase stoupá do svahů hory Har Akbara, na západní straně se nachází zalesněný a turisticky využívaný kopec nazývaný Ramat Pašchur. Na dopravní síť je vesnice napojena pomocí Dálnice číslo 89, která ji míjí na severním okraji. Ta překonává vádí Nachal Akbara po vysokém mostu (most Akbara). Jde o nejvyšší most v Izraeli.
Vesnici obývají izraelští Arabové. V roce 1931 zde žilo 275 lidí v 49 domech. Roku 1948 měla vesnice 402 obyvatel a 53 domů. K roku 1961 zde počet obyvatel dosáhl 360. Vesnice se v roce 1949 po podepsání dohod o příměří, jež ukončily první arabsko-izraelskou válku, stala součástí státu Izrael, přičemž ale místní arabská populace byla zachována. Původní arabské obyvatelstvo z doby před rokem 1948 ovšem zčásti uprchlo a obec pak byla dosídlena Araby z jiných části státu Izrael, jejichž vesnice byly zničeny (zejména vesnice Kadita a Dalata).
Historie vesnice je ale starší. Ve starověku se tu připomíná židovské sídlo. V době první židovské války v 1. století křesťanského letopočtu byla opevněna a sloužila jako jeden z opěrných židovských bodů v jejich revoltě proti Římanům. Římané ji nazývali Achabare nebo Acchabaron. Pod jménem Akbari (עכברי) nebo Akbarin (עכברין) je připomínána v Talmudu.
Židovské osídlení se tu udrželo i v raném středověku. Akbara se připomíná na Madabské mapě z 6. století. Působil tu i rabi Janaj, který tu založil ústav náboženských studií. Křižáci lokalitu nazývali Athbara nebo Achara. V rukopisech v káhirské genize se mluví o jistém Abu Sa'adovi al-Akbarím. Teprve někdy po 11. století byla vesnice opuštěna a zůstala tak až do novověku. Tehdy se objevovaly legendy, podle kterých je v ruinách staré vesnice ukryt poklad ze zničeného druhého chrámu. Když Napoleon táhl tímto regionem v roce 1799, nechal poslat své vojáky, aby po pokladu pátrali. Arabové se tu usadili někdy v 17. století. Během druhé světové války za britského mandátu tu Britové zbudovali opevnění kvůli přípravám na případnou invazi nacistického Německa. V prostoru vesnice se stále nalézají stavební pozůstatky středověkého a starověkého osídlení.
Současná zástavba čtvrti Akbara je ovšem od roku 1980 plánovitě zřizována na novém místě cca 0,5 kilometru západně od historické lokality arabské a předtím židovské vesnice. V původní lokalitě v údolí vádí Nachal Akbara zůstává 15 starých domů a škola. Podle informací z roku 2010 žilo v Akbaře víc než 200 arabských rodin.